# Röhrmoos
Röhrmoos er en kommune i Landkreis Dachau, i Regierungsbezirk Oberbayern i den tyske delstat Bayern, med godt 6.300 indbyggere.

## Geografi
Röhrmoos ligger ca. 25 km nordvest for München.
Der er 14 landsbyer og bebyggelser (i parentes oprindeligt navn, og ældste optegnelse)
| - Arzbach (779 , Arruzzapah) - Biberbach (747 , Piparpah) - Durchsamsried (1314 , Urchaim) - Großinzemoos (779 , Inzimos) - Kleininzemoos | - Mariabrunn (800 , Prunna) - Purtlhof (957 , Purtalahova) - Riedenzhofen (784, Hruodineshofen) - Röhrmoos Dorf ( 774 , Roraga mussea) og Station (først fra 1866) - Rudelzhofen (ca. 1200 , Rudalhouen) | - Schillhofen (ca. 1168 , Shilinhofen) - Schönbrunn (798 , Prunnon) - Sigmertshausen (ca 860 , Sigmaneshusir) - Zieglberg (før 1809 kun gedestald og jagthytte) |